# Comarque de Camero Viejo
Pour les articles homonymes, voir Camero.
Camero Viejo, dans la comarque de Tierra de Cameros, (La Rioja - Espagne) se situe dans la région Rioja Media, dans une zone de Montagne.

## Géographie
Une des sept vallées de La Rioja est celle de la rivière Leza. Comme toutes les vallées riojanes, elle a deux paysages très différents.
Dans la haute zone, l'eau de la rivière court foncée sur des pentes d'un lit rocheux. Dans la zone inférieure, atteignant déjà presque l'Ebre, elle va entre des collines et des terres d'alluvions.
Dans la partie montagneuse de la vallée du Leza est encaissé le légendaire Camero Viejo.
Camero Viejo bordé au Sud avec Soria, à l'Est avec la vallée du Cidacos et avec la vallée du Jubera, rivière qui reçoit le Leza comme affluent plus tard, près de l'Ebre. Par l'Ouest sa limite est la vallée de l'Iregua, bassin du Camero Nuevo.

## Localités
Ajamil de Cameros (Larriba, Torremuña), Cabezón de Cameros, Hornillos de Cameros, Jalón de Cameros, Laguna de Cameros, Leza de Río Leza, Muro en Cameros, Rabanera, San Román de Cameros (Avellaneda, Montalvo en Cameros, Santa María en Cameros, Vadillos, Valdeosera, Velilla), Soto en Cameros (Luezas, Treguajantes, Trevijano), Terroba y Torre en Cameros.